# Adì nello spazio
Adì nello spazio (Adì in Space) è una serie animata francese prodotta da Tele Images Kids per un totale di 80 episodi mandati in onda dal 2004. In Italia la serie è stata trasmessa su Rai 3 a partire dal 3 settembre 2005.